# Aérodrome de Tuléar
L'aérodrome de Tuléar (code IATA : TLE • code OACI : FMST) dessert la ville de Toliara (appelée aussi « Tuléar »), à Madagascar.

## Situation
L'aérodrome se situe à 7 km au sud-est du centre-ville de Toliara.

## Compagnies et destinations
| Compagnies          | Destinations                       |
| ------------------- | ---------------------------------- |
| Madagascar Airlines | Antananarivo, Fort Dauphin         |
| Air Austral         | La Réunion-R. Garros, Fort Dauphin |